# K-20: Legend of the Mask
K-20: Legend of the Mask è un film del 2008, diretto da Shimako Satō.